# Physalis lignescens
Physalis lignescens är en potatisväxtart som beskrevs av Umaldy Theodore Waterfall. Physalis lignescens ingår i släktet lyktörter, och familjen potatisväxter. Inga underarter finns listade i Catalogue of Life.